# Cryptocisus laevis
Cryptocisus laevis är en kräftdjursart som beskrevs av Schultz 1977. Cryptocisus laevis ingår i släktet Cryptocisus, ordningen gråsuggor och tånglöss, klassen storkräftor, fylumet leddjur och riket djur.
Artens utbredningsområde är Södra Ishavet. Inga underarter finns listade i Catalogue of Life.